# Löberschütz
Löberschütz é um município da Alemanha localizado no distrito de Saale-Holzland, estado de Turíngia.
Pertence ao Verwaltungsgemeinschaft de Dornburg-Camburg.